# 山本信治
山本 信治（やまもと しんじ、1947年（昭和22年）7月17日 - ）は、日本の政治家。元山形県天童市長（4期）。

## 来歴
山形県立山形南高等学校卒業。1971年（昭和46年）3月、日本大学経済学部経済学科卒業。同年4月、株式会社ダスキンに入社。1972年（昭和47年）4月、株式会社山本製作所に入社。1979年（昭和54年）4月、株式会社山本産業に入社。
2008年（平成20年）11月、遠藤登天童市長が健康上の理由により12月25日付で辞職することを発表。12月21日に行われた天童市長選挙に無所属（自民党・公明党推薦）で出馬。海鋒孝志県議との一騎討ちを制し初当選（山本：17,544票、海鋒：16,323票）。投票率は67.94％。
2012年（平成24年）無投票により再選。2016年（平成28年）無投票により3選。2020年（令和2年）無投票で4選。
2024年（令和6年）8月13日、次期市長選に出馬しないとの報道がなされた。